# Gloire (1860)
Броненосець «Глуа́р» (фр. Gloire, «Слава») — перший здатний до дій у відкритому морі броненосець однойменного типу, спущений на воду 1859 року. Він був розроблений після Кримської війни, у відповідь на нові системи морської артилерії, зокрема бомбічні та нарізні гармати, які використовували фугасні снаряди з підвищеною руйнівною силою проти дерев'яних кораблів. Корабель став результатом  розвитку броньованих плавучих батарей, побудованих англійцями і французами для обстрілу російських фортець під час Кримської війни.

## Значення у військово-морській історії
Як перший здатний до дій у відкритому морі броненосець, «Глуар» перетворив на застарілі традиційні неброньовані дерев'яні лінійні кораблі. Всі великі флоти незабаром почали будувати власні броненосці.

## Зображення

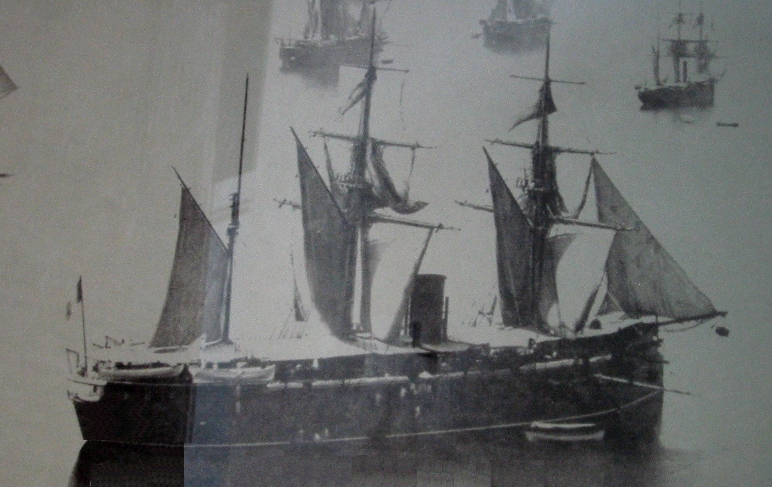
Фотографія «Глуар», близько 1860, музей флоту в Парижі.
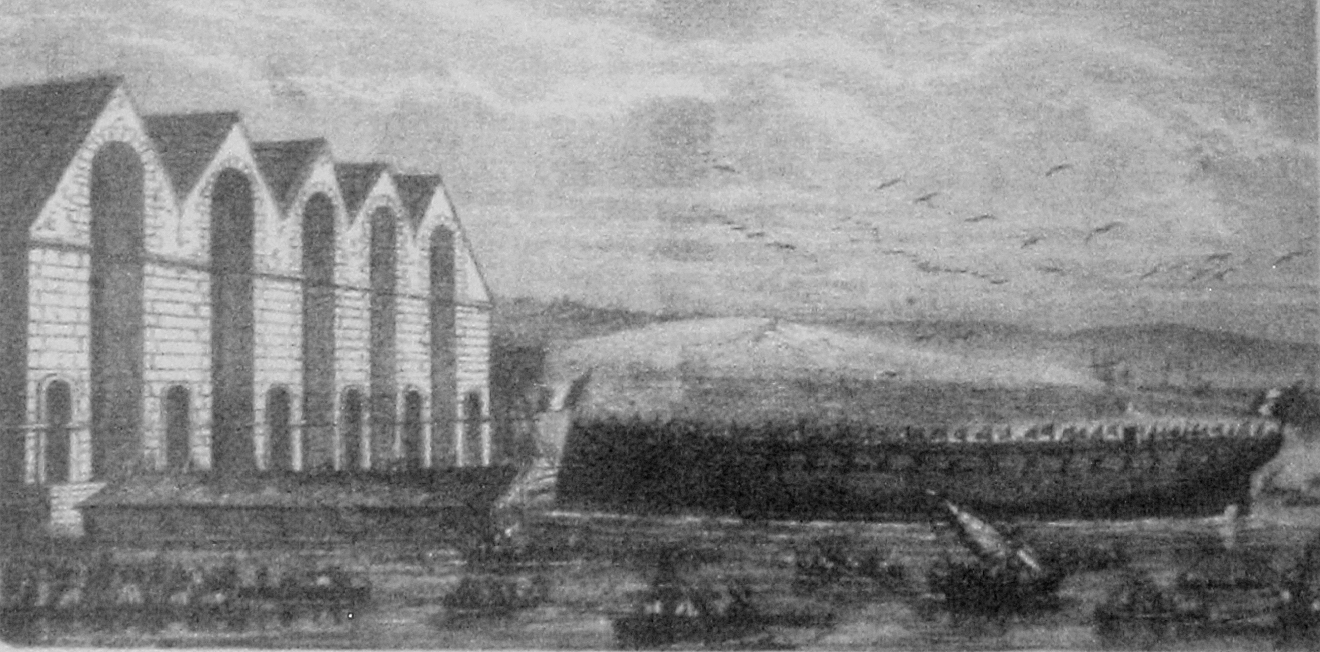
Спуск на воду «Глуар».
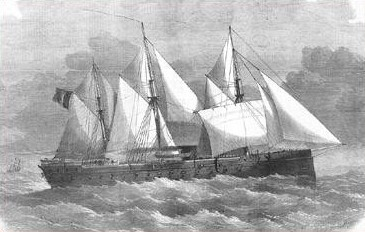
«Глуар» під вітрилами.